# Elżbieta Ettinger
Elżbieta Ettinger (ur. 19 września 1925 w Warszawie, zm. 12 marca 2005 w Cambridge (Massachusetts)) – pochodząca z Polski powieściopisarka, autorka biografii i profesor literatury.

## Życiorys
Urodziła się w rodzinie zasymilowanych Żydów, razem z matką udało jej się uciec z warszawskiego getta. Przez resztę okupacji używając fikcyjnej tożsamości (jako Elżbieta Chodakowska) uczestniczyła w podziemnym ruchu oporu.
Po II wojnie światowej rozpoczęła studia na Wydziale Anglistyki na Uniwersytecie Jagiellońskim, po ich ukończeniu rozpoczęła pracę w Ministerstwie Handlu Zagranicznego, podróżowała służbowo do Kambodży, Laosu i Wietnamu. W 1966 obroniła doktorat na Uniwersytecie Warszawskim, a rok później razem z matką i urodzoną w 1962 córką Mają wyjechała do Stanów Zjednoczonych. Otrzymała tam propozycję pracy jako Senior Fellow w Radcliffe College na Uniwersytecie Harvarda. Od 1975 aż do przejścia na emeryturę w 1996 była wykładowcą w Massachusetts Institute of Technology, gdzie uzyskała tytuł „Thomas Meloy Professor of Rhetoric and of the History of Science” tej uczelni. Była inicjatorem powołania na uczelni Instytutu Literatury i Studiów Humanistycznych oraz przyczyniła się do wprowadzenia do programu nauczania twórczości takich pisarzy jak Izaak Singer, Bernard Malamud i Elizabeth Bishop.
Przedmiotem jej badań były relacje pomiędzy Hannah Arendt, Martinem Heideggerem i Różą Luksemburg, opracowanie będące wynikiem badań zostało przetłumaczone na wiele języków (m.in. na język polski). Dwie książki autobiograficzne, pierwsza o przeżyciach w getcie warszawskim i druga o życiu w Polsce w latach realnego socjalizmu nie ukazały się dotychczas w języku polskim. W 1987 ukazała się biografia Róży Luksemburg. Ostatnią pozycją napisaną przez Elżbietę Ettinger była książka opisująca związek emocjonalny Hannah Arendt, która była Żydówką i Martina Heideggera, który był nazistą. Jest to studium związku emocjonalności z filozofią i polityką.
Zmarła na atak serca w swoim domu w Cambridge.